# Long Stratton
Long Stratton är en by och en civil parish i South Norfolk i Norfolk i England. Orten har 4 424 invånare (2011).